# 普撒穆提斯
普撒穆提斯（英語：Psammuthes）是古埃及第二十九王朝的第二任法老。在尼斐利提斯一世死後，他打敗了尼斐利提斯一世的兒子穆提斯而當上法老。他在位一年，被自稱是尼斐利提斯一世的孫子的哈科爾推翻。